# Kreuzferner
Kreuzferner är en glaciär i Österrike. Den ligger i förbundslandet Tyrolen, i den västra delen av landet. Kreuzferner ligger 2 921 meter över havet.
Kreuzferner ligger väster om bergskammen som sammanbinder Saykogel, Sennkogel, Kreuzkogel och Kreuzspitze.
Trakten runt Kreuzferner består i huvudsak av alpin tundra och andra isformationer.